# Dominique Leroy (chef d'entreprise)
Pour les articles homonymes, voir Dominique Leroy et Leroy.
Dominique Leroy, née le 8 novembre 1964 à Ixelles, est une administratrice belge de sociétés. Elle est la directrice générale de Proximus entre janvier 2014 et septembre 2019. 

## Biographie
Dominique Leroy est diplômée ingénieure commerciale de la Solvay Business School en 1987.
Après un premier poste à Unilever, elle travaille pour l'opérateur Belgacom à partir de 2011. En 2012, elle est nommée directrice du business résidentiel. Puis le 9 janvier 2014, elle devient administratrice déléguée, à la tête de l'entreprise, pour un mandat de six ans, succédant ainsi à l'ancien patron, Didier Bellens en cumul de ses mandats au sein des conseils d'administration de Lotus Bakeries, Scarlet et Tango,. Elle soutient le principe d'une privatisation partielle de l'entreprise et obtient sur l'année 2014 une amélioration des résultats, tout en annonçant vouloir réduire les coûts salariaux du premier opérateur belge. Le 5 septembre 2019, elle annonce quitter Proximus pour le poste de CEO de l'entreprise KPN et ainsi doubler sa rémunération.
Le 30 septembre 2019, KPN annonce annuler sa nomination en raison des enquêtes en cours pour potentiel délit d'initié. Un mois plus tard, Dominique leroy devient Senior Advisor au cabinet de conseils en stratégie et management Bain & Company, où son activité restera toutefois très limitée. Tout comme au sein du fonds de private equity Ergon Capital où elle prend des fonctions similaires en avril 2020.
Le 13 mai 2020, Dominique Leroy est inculpée dans le dossier relatif à un éventuel délit d'initié. Les poursuites dont elle fait l'objet sont abandonnées grâce à un accord conclu avec le Parquet de Bruxelles.
Le 8 septembre 2020, la femme d'affaires prend les commandes de la division européenne de Deutsche Telekom, qui réalise 12 milliards de chiffre d’affaires.